# 前上顎骨
前上顎骨（ぜんじょうがくこつ、英: premaxilla）または前顎骨は、必ずしも全てではないが数多くの脊椎動物において上顎の先端に存在する、歯の生えた小さな頭の骨のペアの1つ。ヒトでは上顎骨と癒合しており、切歯骨と呼称されることが多い。

## 人体解剖学
ヒトでは前上顎骨は切歯骨と呼称され、切歯を持ち前鼻棘と翼板を取り巻く上顎骨の一部である。鼻腔においては前上顎骨の要素は後方に位置する上顎骨の要素よりも高く突出する。前上顎骨の口蓋の部位は、一般に口蓋を横断する方向の骨の板である。切歯孔は前上顎骨によって前方と側方から、上顎骨により後方から束縛される。

### 発生学
胚発生において、鼻部は妊娠4週目の間に顔へ移動を開始する神経堤細胞から発達する。対称な鼻の肥厚板（上皮細胞が厚くなった部分）のペアはそれぞれ原鼻孔のすぐそばの正中線および水平の突起に分かれる。正中線上の突起は鼻中隔・人中・前上顎骨へ分化する。
後に前上顎骨となる部分の第一骨化中心は妊娠第7週目に鼻嚢の外側表面上の第二切歯の胚に出現する。第11週目以降には前上顎骨の翼板の部位の中へ骨化中心が発達する。それから前上顎骨の突起は上へ発達して上顎骨の正面の突起と癒合し、後に後方へ拡大して上顎骨の歯槽骨と癒合する。前上顎骨と上顎骨の境界は出生後も確認でき、縫合線は5歳まで視認できる。
左右両側の口唇口蓋裂においては、通常の例と上顎骨の成長パターンが大きく異なる。子宮内での成長が極端で水平に直結すると、結果として前上顎骨が出生時に突き出ることとなる。

## 進化的多様性
大半の顎を持つ脊椎動物における上顎の口腔の縁の形成では、より原始的な形態においてのみ前上顎骨が中心部を構成する。ハリセンボンにおいては癒合し、チョウザメ科といった硬骨魚類軟質亜綱では失われている。
非哺乳類型獣弓類や爬虫類では、対をなす巨大な膜内骨が前上顎骨の後方に存在し、中隔上顎骨（または隔顎骨：septomaxilla）と呼ばれる。白亜紀の真獣下綱であるアクリスタテリウムでは痕跡器官となっているため、アクリスタテリウムは知られている中では最古の獣亜綱の哺乳類と考えられている。単孔目では中隔上顎骨が残っていることが確認されている。コウモリでは、前上顎骨の大きさや組成の違いから分類が行われている。
鳥類の嘴は非鳥類型恐竜の持つ前上顎骨に起源を持つとされる。獣脚類の前上顎骨は左右一対の骨が前方に突き出しており、鳥類への進化の過程でこれらが癒合して嘴の形成に至ったと考えられている。2015年に発表されたニワトリ・エミュー・ワニ・カメの胚の研究では、胚発生における線維芽細胞増殖因子とWntシグナル経路の働き方が鳥類と爬虫類で異なることが提唱されている。具体的には、爬虫類ではこれらのタンパク質は顔への分化が予定されている2つの領域のみで発現する一方、鳥類ではより広範な領域で発現していることが示されている。さらにニワトリの胚でこれらタンパク質の作用を阻害したところ、嘴ではなく前上顎骨状の骨が形成された。これらのことから、胚発生に関与するタンパク質の発現領域の変化が前上顎骨から嘴への進化を促したことが示唆される。